# Wendy (2020)
Wendy (alternativer Titel: Ein Leben zwischen den Zeiten) ist ein Fantasy-Drama von Benh Zeitlin, das im Januar 2020 beim Sundance Film Festival seine Premiere feierte und am 28. Februar 2020 in die US-amerikanischen und am 20. August 2020 in die deutschen Kinos kam. Der Film ist eine Neuinterpretation der Geschichten rund um Peter Pan.

## Handlung
Die kleine Wendy und ihre Brüder stammen aus einer warmherzigen Familie. Die Kinder haben ein Faible für Abenteuer. Eines nachts werden die Kinder von einem mysteriösen Jungen namens Peter auf eine ebenso mysteriöse Insel gebracht, auf der die Zeit stillzustehen scheint. Dort entdecken sie eine wilde neue Welt, eine ohne Erwachsene. Zuerst genießen sie noch ihr neues Leben, doch die Welt, die sie zurückgelassen haben, können sie nicht vergessen.

## Produktion

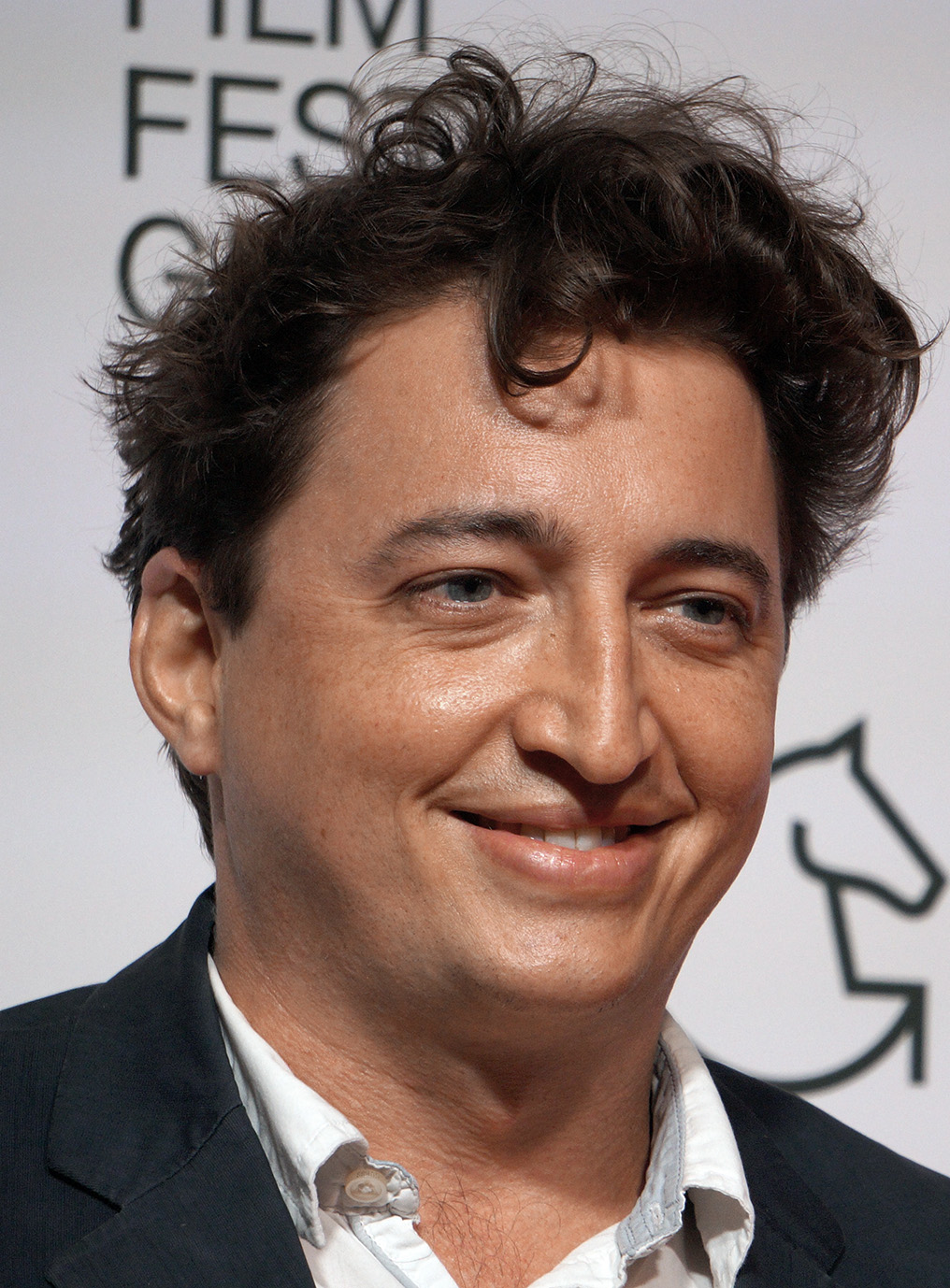
Benh Zeitlin bei der Vorstellung des Films beim Film Fest Gent

Regie führte Benh Zeitlin. Zeitlin wurde 2012 für seinen Debütfilm Beasts of the Southern Wild mit der Caméra d’Or ausgezeichnet, Quvenzhané Wallis war die jüngste Schauspielerin, die in ihrer Rolle der naturverbundenen „Hushpuppy“ jemals für einen Oscar als beste Hauptdarstellerin nominiert war. Der Filmemacher schrieb das Drehbuch gemeinsam mit seiner Schwester Eliza Zeitlin.
Die Dreharbeiten wurden im Sommer 2015 begonnen. Gedreht wurde auf der Insel Montserrat in der Karibik, aber auch auf Antigua und Barbuda.
Die Filmmusik komponierte Dan Romer.
Anfang November 2019 wurde ein erster Trailer vorgestellt. Der Film feierte am 26. Januar 2020 beim Sundance Film Festival seine Premiere und kam am 28. Februar 2020 in die US-amerikanischen Kinos. Kinostart in Deutschland war am 20. August 2020. Im Oktober 2020 wurde er beim Sitges Film Festival vorgestellt.

## Auszeichnungen
Sitges Film Festival 2020
- Nominierung als Bester Film im Official Fantàstic Competition (Benh Zeitlin)[16]